# World Business Forum
El World Business Forum es una cumbre de negocios que se realiza anualmente en Nueva York, Madrid, Ciudad de México, Sídney, Bogotá y Milán. El evento dura 2 días y es organizado por WOBI, una compañía ejecutiva de contenido educativo y de gestión.
La cumbre de Nueva York reúne más de 5.000 asistentes, en su mayoría altos ejecutivos de más de 60 países para escuchar el debate y las discusiones los principales líderes a nivel político y  económico, así como a reconocidos intelectuales acerca de los problemas actuale y los retos del mundo de los negocios y la economía global.

## Historia
El World Business Forum en Nueva York empezó en 2004. 
En EE.UU ha contado conferencistas tales como Bill Clinton, Kofi Annan, Rudy Giuliani, Tony Blair, Richard Branson entre otros.
En Bogotá inició en 2016, uno de los conferencistas más conocidos fue Richard Brandson, propietario del grupo Virgin.

### Participantes 2014 NYC
- Ben Bernanke: THE FUTURE OF THE GLOBAL ECONOMY
- Robert Redford: A CONVERSATION ON CREATIVITY, TALENT AND THE SEARCH FOR MEANING
- Malcolm Gladwell: THE ART OF BATTLING GIANTS
- Daniel Gilbert (psychologist): MAKING DECISIONS THAT ARE RIGHT FOR YOU
- Sir Ken Robinson: CULTIVATING CREATIVITY
- Peter Diamandis: CREATING AN AGE OF ABUNDANCE
- Blake Mycoskie: START SOMETHING THAT MATTERS
- Ian Bremmer: WINNERS AND LOSERS IN A G-ZERO WORLD
- Simon Sinek: WHY LEADERS EAT LAST
- Claudio Fernández-Aráoz:  IT’S NOT THE HOW OR THE WHAT BUT THE WHO
- Linda Hill: LEVERAGING YOUR ORGANIZATION’S COLLECTIVE GENIUS
- Rita McGrath: THE END OF COMPETITIVE ADVANTAGE
- Phillipe Starck: CREATIVITY & OPENING THE DOORS OF THE HUMAN BRAIN

### WOBI 2016 Bogotá
El evento se realizó el 7 y 8 de junio en el Teatro Mayor Julio Mario Santodomingo
Algunos de los conferencistas fueron:
- Richard Branson, fundador, presidente y CEO de Virgin Group.
- Maria Claudia Lacouture, ministra de Comercio Exterior de Colombia.
- Manel Estiarte, legendario jugador español de waterpolo y medallista de oro olímpico,
- Michael B. Johnson, líder creativo de Pixar Animation Studios.
- Stephen Ritz profesor en el Bronx estadounidense. Emprendimiento con cultivos urbanos.
- Martin Lindstrom experto danés en mercadeo.
- Jesús Cochegrus experto en comunicación , la creatividad y desarrollo de ideas.
- David Rose emprendedor e instructor en el MIT Media Lab
- Mónica Flores directora general para ManpowerGroup Latinoamérica
- Irene Villa periodista española víctima de atentado perpetrado por la ETA.

### WOBI 2017 Bogotá
El evento se planea para realizarse en el Teatro Mayor Julio Mario Santodomingo
Los conferencistas principales son:
- Carles Puyol Exjugador del F. C. Barcelona
- Ken Segall Exdirector creativo de Apple
- Chip Conley Emprendedor estadounidense
- Ben Casnocha Escritor y emprendedor estadounidense
- María Belón doctora española sobreviviente al terremoto de Tailandia en 2004
- Sir Ken Robinson educador, escritor y conferencista británico.